# Campionato mondiale femminile under 20 di pallavolo 2011
Il campionato mondiale femminile under 20 di pallavolo 2011 si è svolto dal 22 al 31 luglio 2011 a Lima e Trujillo, in Perù. Al torneo hanno partecipato 16 squadre nazionali under 20 e la vittoria finale è andata per la prima volta all'Italia.

## Qualificazioni
Al torneo hanno partecipato la nazionale del paese organizzatore, due nazionali africane, tutte qualificate tramite il campionato continentale 2010, tre nazionali asiatiche ed oceaniane, tutte qualificate tramite il campionato continentale 2010, sei nazionali europee, una qualificata tramite il campionato continentale 2010 e cinque qualificate tramite i gironi di qualificazione, tre nazionali nordamericane, tutte qualificate tramite il campionato continentale 2010, e una nazionale sudamericana, qualificata tramite il campionato continentale 2010.

## Impianti
|                                                                          |                                                                            |
|                                                                          |                                                                            |
| Eduardo Dibós Coliseum Città: Lima Capienza: 6.000 Anno d'apertura: 1989 | Gran Chimu Coliseum Città: Trujillo Capienza: 12.000 Anno d'apertura: 1964 |

## Gironi
I gironi sono stati sorteggiati il 26 maggio 2011 a Lima. Dopo la prima fase le prime due di ogni girone hanno composto i gironi E e F, mentre le ultime due classificare i gironi G e H. Le prime due classificate dei gironi E e F hanno disputato semifinali e finali per il primo e terzo posto; le ultime due classificate dei gironi E e F hanno disputato semifinali e finali per il quinto e settimo posto; le prime due classificate dei gironi G e H hanno disputato semifinali e finali per il nono e l'undicesimo posto; le ultime due classificate dei gironi G e H hanno disputato semifinali e finali per il tredicesimo e quindicesimo posto.
| Girone A                       | Girone B                   | Girone C                                 | Girone D                             |
| ------------------------------ | -------------------------- | ---------------------------------------- | ------------------------------------ |
| Egitto Perù Slovacchia Tunisia | Brasile Cuba Italia Serbia | Belgio Corea del Sud Polonia Stati Uniti | Cina Giappone Rep. Dominicana Russia |

## Fase finale

### Finali 1º - 3º posto
|  | Semifinali  | Semifinali  | Semifinali |         |        | 1º/2º posto | 1º/2º posto | 1º/2º posto |  |
|  |             |             |            |         |        |             |             |             |  |
|  | Italia      | Italia      | 3          |         |        |             |             |             |  |
|  | Italia      | Italia      | 3          |         |        |             |             |             |  |
|  | Cina        | Cina        | 0          |         |        |             |             |             |  |
|  | Cina        | Cina        | 0          |         | Italia | Italia      | 3           |             |  |
|  |             |             |            |         | Italia | Italia      | 3           |             |  |
|  |             |             | Brasile    | Brasile | 1      |             |             |             |  |
|  | Stati Uniti | Stati Uniti | Brasile    | Brasile | 1      | 2           |             |             |  |
|  | Stati Uniti | Stati Uniti |            |         |        | 2           |             |             |  |
|  | Brasile     | Brasile     | 3          |         |        | 3º/4º posto | 3º/4º posto | 3º/4º posto |  |
|  | Brasile     | Brasile     | 3          |         |        |             |             |             |  |
|  |             |             |            |         |        |             |             |             |  |
|  |             |             |            |         |        | Cina        | Cina        | 3           |  |
|  |             |             |            |         |        | Cina        | Cina        | 3           |  |
|  |             |             |            |         |        | Stati Uniti | Stati Uniti | 1           |  |

### Finali 5º - 7º posto
|  | Semifinali      | Semifinali      | Semifinali |      |                 | 5º/6º posto     | 5º/6º posto | 5º/6º posto |  |
|  |                 |                 |            |      |                 |                 |             |             |  |
|  | Rep. Dominicana | Rep. Dominicana | 3          |      |                 |                 |             |             |  |
|  | Rep. Dominicana | Rep. Dominicana | 3          |      |                 |                 |             |             |  |
|  | Slovacchia      | Slovacchia      | 1          |      |                 |                 |             |             |  |
|  | Slovacchia      | Slovacchia      | 1          |      | Rep. Dominicana | Rep. Dominicana | 3           |             |  |
|  |                 |                 |            |      | Rep. Dominicana | Rep. Dominicana | 3           |             |  |
|  |                 |                 | Perù       | Perù | 1               |                 |             |             |  |
|  | Belgio          | Belgio          | Perù       | Perù | 1               | 1               |             |             |  |
|  | Belgio          | Belgio          |            |      |                 | 1               |             |             |  |
|  | Perù            | Perù            | 3          |      |                 | 7º/8º posto     | 7º/8º posto | 7º/8º posto |  |
|  | Perù            | Perù            | 3          |      |                 |                 |             |             |  |
|  |                 |                 |            |      |                 |                 |             |             |  |
|  |                 |                 |            |      |                 | Slovacchia      | Slovacchia  | 3           |  |
|  |                 |                 |            |      |                 | Slovacchia      | Slovacchia  | 3           |  |
|  |                 |                 |            |      |                 | Belgio          | Belgio      | 1           |  |

### Finali 9º - 11º posto
|  | Semifinali | Semifinali | Semifinali |        |         | 9º/10º posto  | 9º/10º posto  | 9º/10º posto  |  |
|  |            |            |            |        |         |               |               |               |  |
|  | Cuba       | Cuba       | 1          |        |         |               |               |               |  |
|  | Cuba       | Cuba       | 1          |        |         |               |               |               |  |
|  | Polonia    | Polonia    | 3          |        |         |               |               |               |  |
|  | Polonia    | Polonia    | 3          |        | Polonia | Polonia       | 3             |               |  |
|  |            |            |            |        | Polonia | Polonia       | 3             |               |  |
|  |            |            | Russia     | Russia | 1       |               |               |               |  |
|  | Giappone   | Giappone   | Russia     | Russia | 1       | 2             |               |               |  |
|  | Giappone   | Giappone   |            |        |         | 2             |               |               |  |
|  | Russia     | Russia     | 3          |        |         | 11º/12º posto | 11º/12º posto | 11º/12º posto |  |
|  | Russia     | Russia     | 3          |        |         |               |               |               |  |
|  |            |            |            |        |         |               |               |               |  |
|  |            |            |            |        |         | Cuba          | Cuba          | 0             |  |
|  |            |            |            |        |         | Cuba          | Cuba          | 0             |  |
|  |            |            |            |        |         | Giappone      | Giappone      | 3             |  |

### Finali 13º - 15º posto
|  | Semifinali    | Semifinali    | Semifinali    |               |        | 13º/14º posto | 13º/14º posto | 13º/14º posto |  |
|  |               |               |               |               |        |               |               |               |  |
|  | Tunisia       | Tunisia       | 0             |               |        |               |               |               |  |
|  | Tunisia       | Tunisia       | 0             |               |        |               |               |               |  |
|  | Serbia        | Serbia        | 3             |               |        |               |               |               |  |
|  | Serbia        | Serbia        | 3             |               | Serbia | Serbia        | 3             |               |  |
|  |               |               |               |               | Serbia | Serbia        | 3             |               |  |
|  |               |               | Corea del Sud | Corea del Sud | 0      |               |               |               |  |
|  | Corea del Sud | Corea del Sud | Corea del Sud | Corea del Sud | 0      | 3             |               |               |  |
|  | Corea del Sud | Corea del Sud |               |               |        | 3             |               |               |  |
|  | Egitto        | Egitto        | 0             |               |        | 15º/16º posto | 15º/16º posto | 15º/16º posto |  |
|  | Egitto        | Egitto        | 0             |               |        |               |               |               |  |
|  |               |               |               |               |        |               |               |               |  |
|  |               |               |               |               |        | Tunisia       | Tunisia       | 1             |  |
|  |               |               |               |               |        | Tunisia       | Tunisia       | 1             |  |
|  |               |               |               |               |        | Egitto        | Egitto        | 3             |  |

## Podio

### Campione
Formazione: 1 Floriana Bertone, 2 Sara Alberti, 4 Marika Bianchini, 7 Giulia Pisani, 8 Laura Baggi, 10 Carolina Zardo, 11 Erica Vietti, 12 Letizia Camera, 13 Valentina Diouf, 14 Caterina Bosetti, 16 Chiara Scarabelli, 17 Silvia Lotti, CT: Marco Mencarelli

### Secondo posto
Formazione: 2 Sthefanie Paulino, 3 Francynne Jacintho, 5 Juliana Carrijo, 6 Carolina Freitas, 8 Isabela Paquiardi, 9 Ana Beatriz Corrêa, 10 Samara de Almeida, 11 Priscila Heldes, 12 Gabriela de Souza, 14 Marjorie Correa, 16 Sonaly Sidrão, 18 Thais Saraiva, CT: Luizomar de Moura

### Terzo posto
Formazione: 2 Wang Qi, 3 Pi Yanchi, 5 Yang Zhou, 6 Yao Di, 8 Zhang Xiaoya, 9 Yang Fangxu, 10 Wang Huimin, 11 Liu Peixin, 12 Cheng Long, 13 Fan Xiangchen, 14 Lin Li, 18 Lui Mingjuan, CT: Xu Jiande

## Classifica finale
| Classifica | Squadre         |
| ---------- | --------------- |
| Oro        | Italia          |
| Argento    | Brasile         |
| Bronzo     | Cina            |
| 4          | Stati Uniti     |
| 5          | Rep. Dominicana |
| 6          | Perù            |
| 7          | Slovacchia      |
| 8          | Belgio          |
| 9          | Polonia         |
| 10         | Russia          |
| 11         | Giappone        |
| 12         | Cuba            |
| 13         | Serbia          |
| 14         | Corea del Sud   |
| 15         | Egitto          |
| 16         | Tunisia         |